# 429 a.C.
Il 429 a.C. (CDXXIX a.C. in numeri romani) è un anno  del V secolo a.C.

## Eventi
- Assedio spartano a Platea
- Roma: 
  - Consoli Lucio Sergio Fidenate II e Osto Lucrezio Tricipitino

## Morti
- Paralo, militare ateniese
- Pericle, generale e politico ateniese
- Santippo, militare ateniese